# 达氏扁魟
达氏扁魟（学名：Urolophus daviesi）为扁魟科扁魟屬的鱼类。分布于太平洋北中部和南非以及东海等海域。该物种的模式产地在南非东部海域。